# Associazione Calcio Milan 2017-2018

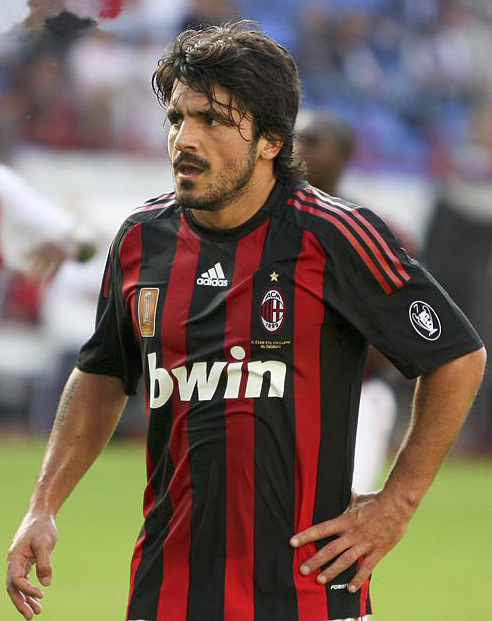
Gennaro Gattuso, in passato giocatore dei Milan, prenderà il posto di Vincenzo Montella sulla panchina del rossoneri.

Questa voce raccoglie le informazioni riguardanti l'Associazione Calcio Milan nelle competizioni ufficiali della stagione 2017-2018.

## Stagione
La stagione 2017-18 segna il ritorno della compagine rossonera nelle coppe europee, grazie al sesto posto del campionato precedente, dopo un'assenza di tre anni. Nei turni preliminari dell'Europa League la squadra di Vincenzo Montella (confermato in panchina per la seconda stagione) sconfigge prima i romeni dell'U Craiova e in seguito i macedoni dello Škendija, avendo accesso al tabellone principale del torneo.
Dopo un avvio brillante in campionato e nella fase a gironi di coppa, il Milan accusa diversi passi falsi. Blindato il primo posto nel gruppo europeo, in campionato la squadra paga il deludente rendimento dei nuovi acquisti, su tutti Leonardo Bonucci, nominato capitano e fulcro del progetto di rilancio del club, subendo varie sconfitte che impediscono la permanenza nei vertici della classifica. A seguito della cocente sconfitta a Genova contro la Sampdoria, si palesano i primi malumori da parte della nuova dirigenza. In particolare si denotano perplessità sulla preparazione fisica della squadra che pare essere indietro di condizione. A pagare inizialmente è il preparatore atletico Emanuele Marra, al quale vengono attribuite le principali responsabilità. Ma la vicenda segna anche il rapporto di fiducia tra Montella e la dirigenza e mina inevitabilmente il futuro dell'allenatore. Seguono le sconfitte interne con Roma e Juve e soprattutto il rocambolesco derby perso per 3-2 al novantesimo con un calcio di rigore realizzato dall'interista Icardi.

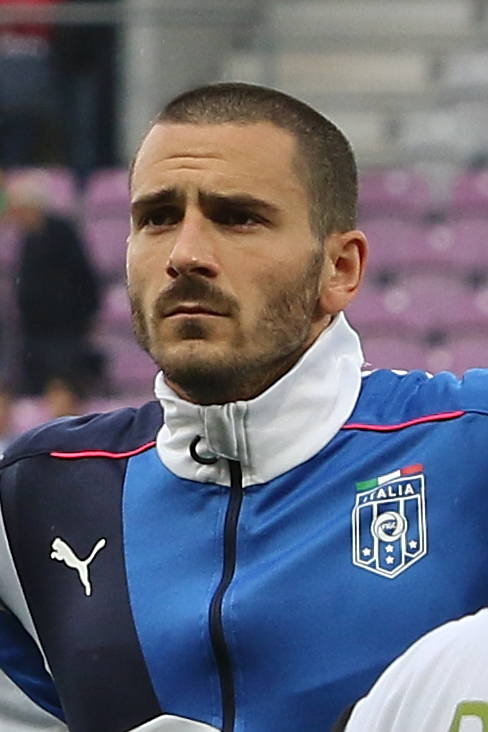
Il nuovo capitano rossonero Leonardo Bonucci, strappato ai rivali della, è il pezzo pregiato della fastosa campagna acquisti estiva: la stagione del difensore sarà però inferiore alle attese, come quella di tutto il Milan che chiuderà al 6º posto finale.

Gli anonimi pareggi a reti bianche contro l'AEK Atene aumentano le perplessità generali sul piano del gioco. Anche se la vittoria casalinga per 5-1 contro l'Austria Vienna, nel penultimo incontro del girone di Europa League, assicura la vittoria del raggruppamento: l'ultimo gruppo di una coppa continentale che i rossoneri avevano chiuso al primo posto era stato il girone di Champions League del 2007-08. A seguito del pareggio casalingo contro il Torino, il 27 novembre la società esonera Montella chiamando in suo luogo Gennaro Gattuso, che guidava la formazione Primavera. Ringhio debutta con un pari contro il Benevento (che regala ai sanniti il primo storico punto in A, grazie ad un gol del portiere Brignoli al 95°), seguito dall'ininfluente sconfitta esterna in Europa con il Rijeka.
La prima vittoria del nuovo corso tecnico è contro il Bologna a San Siro, dove il Diavolo non si imponeva (e segnava) dal 20 settembre nella vittoria per 2-1 contro l'Udinese. Il «momento no» prosegue tuttavia a causa della sconfitta contro il Verona, dal quale i rossoneri rimediano un 3-0 esterno e da quella successiva nella partita casalinga con l'Atalanta per 2-0, nonostante la società avesse ordinato il cosiddetto "ritiro punitivo". Gattuso, che nel frattempo ha dovuto rifare in corsa la preparazione atletica dei giocatori, lavora più incisivamente sull'umore della squadra e cerca di delineare un undici titolare stabile riducendo al minimo il turn over. Il 27 dicembre, grazie alla vittoria per 1-0 nel derby contro l'Inter ai supplementari, i Rossoneri superano il turno di Coppa Italia e approdano in semifinale.
Il Milan apre il girone di ritorno raccogliendo ben otto vittorie nelle prime dieci partite, tra le quali spiccano il successo casalingo per 1-0 contro il Crotone con il primo gol in rossonero di Bonucci e le vittorie sulla Lazio per 2-1 con i gol di Cutrone e Bonaventura e sulla Sampdoria per 1-0, che permette ai rossoneri di rientrare in piena zona Europa. Il 25 febbraio il Milan torna a battere la Roma allo stadio Olimpico dopo sette anni imponendosi 2-0 con i gol di Cutrone e Calabria.
Tra marzo e aprile i rossoneri accusano un periodo di flessione racimolando quattro pareggi, tra i quali gli 0-0 nel derby rinviato dopo la morte di Davide Astori e contro il Napoli, e due sconfitte, tra cui quella casalinga contro il Benevento.
Il pari di Bergamo contro l'Atalanta permette al Milan di qualificarsi ancora una volta per una competizione europea mentre il 5-1 sulla Fiorentina regala il 6º posto e la qualificazione all'Europa League direttamente dalla fase a gironi.
I rossoneri chiudono il campionato con 64 punti (uno in più della stagione precedente), ben 44 conquistati dopo l'arrivo in panchina di Gattuso.
In Europa League i rossoneri, dopo aver superato il Ludogorec ai sedicesimi di finale con due vittorie, vengono eliminati agli ottavi di finale dall'Arsenal.
In Coppa Italia la vittoria in semifinale ai rigori contro la Lazio, dopo lo 0-0 nella doppia sfida, regala al Milan la seconda finale negli ultimi tre anni. Il 9 maggio i rossoneri vengono sconfitti per 4-0 dalla Juventus, stabilendo così con 9 sconfitte il record di maggior numero di finali perse nella competizione. Tuttavia i successi in campionato e Coppa Italia dei bianconeri permettono al Milan di disputare la finale di Supercoppa italiana 2018.

## Divise e sponsor
Lo sponsor tecnico per la stagione 2017-2018, l'ultima dopo vent'anni, è Adidas, mentre lo sponsor ufficiale è Fly Emirates. La prima maglia, rossonera come da tradizione, vuole rievocare i fasti di un tempo e si rifà in particolar modo ai successi ottenuti negli anni 1950. Di qui il girocollo nero e la striscia rossa centrale. Per quanto concerne l'ampiezza delle strisce, l'ispirazione è data dalle stagioni che vanno dalla fine degli anni 1980 alla fine degli anni 1990. La divisa è formata da pantaloncini bianchi con bande rossonere ai lati e calzettoni bianchi con strisce rosse.
La seconda divisa è invece un completo bianco sempre con strisce rossonere ai lati e richiama, come la prima maglia, varie annate vincenti del passato. La terza maglia, ideata da un tifoso, così come i pantaloncini e i calzettoni che compongono la divisa, è nera e presenta, all'altezza del torace, una fascia e una freccia rosse volte ad indicare lo stemma del club sul petto.
| Casa | Trasferta | Terza divisa | 1ª div. portiere | 2ª div. portiere | 3ª div. portiere |

## Organigramma societario

### Organigramma
Dal sito internet ufficiale della società.
- Presidente: Li Yonghong
- Amministratore delegato: Marco Fassone
- Ambasciatore del brand: Franco Baresi
- Direttore commerciale: Lorenzo Giorgetti
- Direttore della comunicazione: Fabio Guadagnini
- Responsabile dell'area tecnica e direttore sportivo: Massimiliano Mirabelli
- Chief financial officer: Valentina Montanari
- Chief operation officer: Alessandro Sorbone
- Responsabile risorse umane e organizzazione: Agata Frigerio

- Responsabile gestione e sviluppo stadio: Marco Lomazzi
- Responsabile marketing e vendite B2C: Michele Lorusso
- Direttore centro sportivo Milanello: Vittorio Mentana
- Responsabile acquisti, logistica e facility: Massimiliano Moncalieri
- Digital revenues & Italy sales director: Stefano Storti
- Responsabile sponsorizzazioni: Mauro Tavola
- Direttore Milan Lab: Daniele Tognaccini
- Administration, planning & control director: Angela Zucca

### Consiglio di amministrazione
Dal sito internet ufficiale della società.
- Consiglieri di amministrazione: Li Yonghong, Lu Bo, Roberto Cappelli, Han Li, Marco Patuano, Xu Renshuo, Paolo Scaroni

### Staff tecnico
Dal sito internet ufficiale della società.
- Allenatore: Vincenzo Montella (fino al 27/11/2017); Gennaro Gattuso
- Allenatore in seconda: Daniele Russo (fino al 27/11/2017); Luigi Riccio
- Preparatore fisico: Emanuele Marra (fino al 26/09/2017);[50] Mario Innaurato (dal 15/11/2017 al 29/12/2017); Bruno Giovanni Dominici e Dino Tenderini
- Allenatore dei portieri: Alfredo Magni e Giorgio Bianchi
- Allenatore palle inattive: Giuseppe Irrera (fino al 27/11/2017)

- Assistente tecnico: Nicola Caccia (fino al 27/11/2017); Massimo Innocenti e Francesco Sarlo
- Match analisti: Riccardo Manno e Simone Montanaro (fino al 27/11/2017); Marco Sangermani
- Club manager: Christian Abbiati
- Team manager: Andrea Romeo

## Rosa
Rosa e numerazione, tratte dal sito ufficiale del Milan, sono aggiornate al 30 giugno 2018.
| N. |                       | Ruolo | Calciatore                    |
| -- | --------------------- | ----- | ----------------------------- |
| 1  | Brasile (bandiera)    | P     | Gabriel                       |
| 2  | Italia (bandiera)     | D     | Davide Calabria               |
| 4  | Italia (bandiera)     | C     | José Mauri                    |
| 5  | Italia (bandiera)     | C     | Giacomo Bonaventura           |
| 7  | Croazia (bandiera)    | A     | Nikola Kalinić                |
| 8  | Spagna (bandiera)     | A     | Suso                          |
| 9  | Portogallo (bandiera) | A     | André Silva                   |
| 10 | Turchia (bandiera)    | C     | Hakan Çalhanoğlu              |
| 11 | Italia (bandiera)     | A     | Fabio Borini                  |
| 12 | Italia (bandiera)     | D     | Andrea Conti                  |
| 13 | Italia (bandiera)     | D     | Alessio Romagnoli             |
| 15 | Paraguay (bandiera)   | D     | Gustavo Gómez                 |
| 17 | Colombia (bandiera)   | D     | Cristián Zapata               |
| 18 | Italia (bandiera)     | C     | Riccardo Montolivo            |
| 19 | Italia (bandiera)     | D     | Leonardo Bonucci (capitano)   |
| 20 | Italia (bandiera)     | D     | Ignazio Abate (vice capitano) |
| 21 | Argentina (bandiera)  | C     | Lucas Biglia                  |
| 22 | Argentina (bandiera)  | D     | Mateo Musacchio               |
| 23 | Argentina (bandiera)  | C     | José Sosa                     |

| N. |                           | Ruolo | Calciatore           |
| -- | ------------------------- | ----- | -------------------- |
| 27 | Italia (bandiera)         | C     | Riccardo Forte       |
| 29 | Italia (bandiera)         | D     | Gabriel Paletta      |
| 30 | Italia (bandiera)         | P     | Marco Storari        |
| 31 | Italia (bandiera)         | D     | Luca Antonelli       |
| 45 | Italia (bandiera)         | C     | Niccolò Zanellato    |
| 46 | Italia (bandiera)         | D     | Matteo Gabbia        |
| 57 | Italia (bandiera)         | C     | Emanuele Torrasi     |
| 63 | Italia (bandiera)         | A     | Patrick Cutrone      |
| 68 | Svizzera (bandiera)       | D     | Ricardo Rodríguez    |
| 73 | Italia (bandiera)         | C     | Manuel Locatelli     |
| 79 | Costa d'Avorio (bandiera) | C     | Franck Kessié        |
| 90 | Italia (bandiera)         | P     | Antonio Donnarumma   |
| 94 | Francia (bandiera)        | A     | M'Baye Niang         |
| 99 | Italia (bandiera)         | P     | Gianluigi Donnarumma |
|    | Colombia (bandiera)       | D     | Jherson Vergara      |
|    | Argentina (bandiera)      | C     | Juan Mauri           |
|    | Marocco (bandiera)        | A     | Hachim Mastour       |
|    | Nigeria (bandiera)        | A     | Nnamdi Oduamadi      |

## Calciomercato

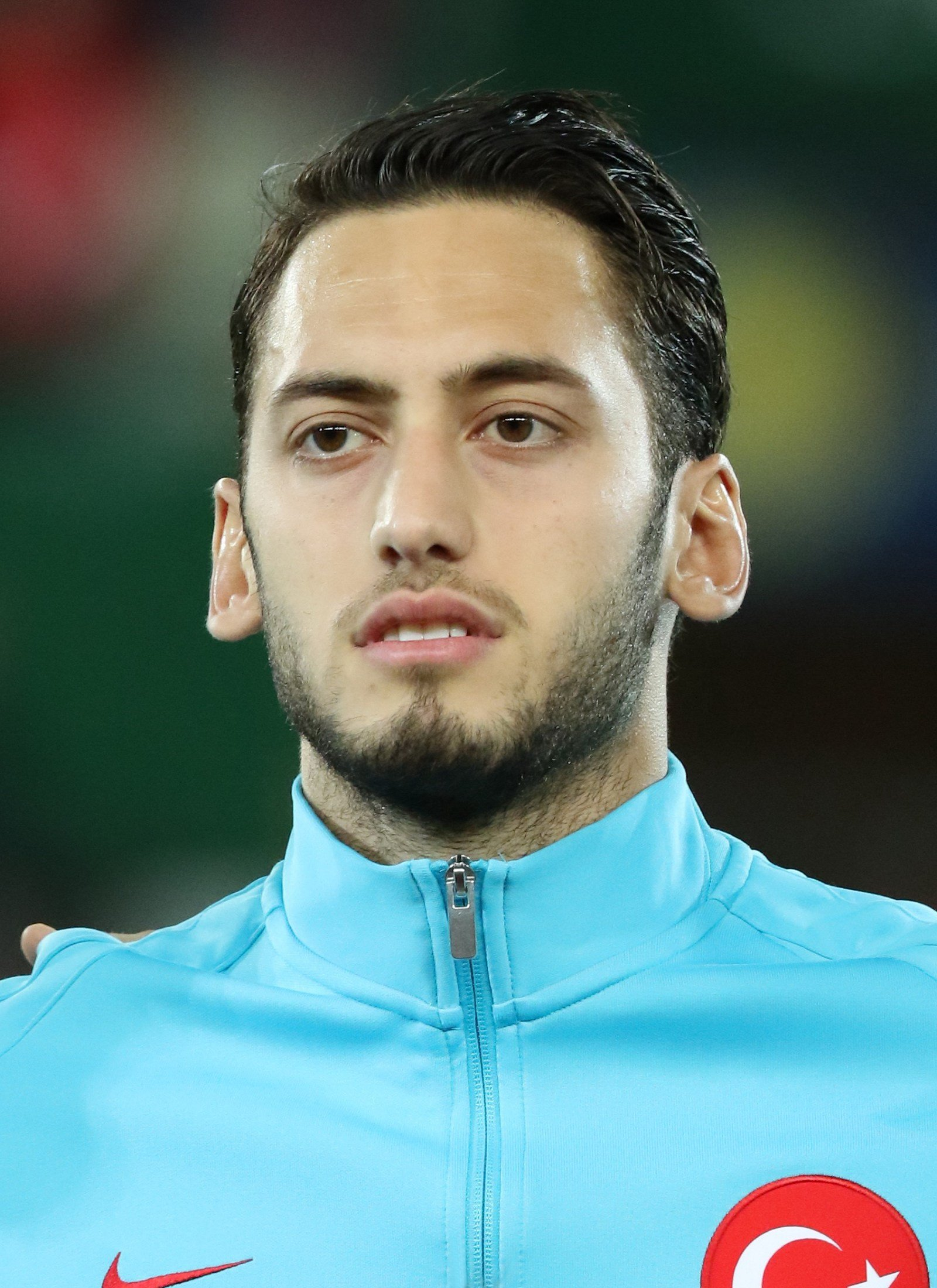
Hakan Çalhanoğlu, uno dei nuovi volti rossoneri.

### Sessione estiva(dal 28 maggio al 22 agosto)
Marco Fassone e Massimiliano Mirabelli, rispettivamente neo amministratore delegato e direttore sportivo del Milan, mantengono la promessa, fatta durante la conferenza stampa di insediamento del 14 aprile 2017, di consegnare nelle mani di mister Montella i due terzi della rosa entro il giorno del raduno. Arrivano, infatti, tra fine maggio ed inizio luglio, i difensori Musacchio, Rodríguez e Conti (rispettivamente da Villarreal, Wolfsburg e Atalanta), il centrocampista Kessié, sempre dall'Atalanta e gli attaccanti André Silva dal Porto, Borini dal Sunderland e Çalhanoğlu dal Bayer Leverkusen.
Il 14 luglio si aggiunge alla compagine rossonera anche l'ex juventino Leonardo Bonucci, prelevato dal club torinese per 42 milioni di euro, mentre due giorni più tardi viene ufficializzato l'acquisto del centrocampista argentino Lucas Biglia, dalla Lazio. Il 22 agosto, infine, diventa un nuovo attaccante del Milan il croato Nikola Kalinić, proveniente dalla Fiorentina.
Sul fronte delle cessioni, invece, si registrano le partenze dei difensori De Sciglio e Vangioni, dei centrocampisti Kucka, Poli e Sosa e degli attaccanti Bacca, Lapadula e Niang. Il contratto di Honda non viene rinnovato e i giocatori acquistati in prestito l'anno precedente (Fernández, Pašalić, Deulofeu e Ocampos) fanno ritorno alle loro rispettive squadre.
| Acquisti         | Acquisti               | Acquisti         | Acquisti                                                |
| R.               | Nome                   | da               | Modalità                                                |
| ---------------- | ---------------------- | ---------------- | ------------------------------------------------------- |
| P                | Antonio Donnarumma     | Asteras Tripolīs | definitivo (1,5 milioni €)                              |
| P                | Gabriel                | Cagliari         | fine prestito                                           |
| D                | Leonardo Bonucci       | Juventus         | definitivo (42 milioni €)                               |
| D                | Andrea Conti           | Atalanta         | definitivo (25 milioni €)                               |
| D                | Mateo Musacchio        | Villarreal       | definitivo (18 milioni €)                               |
| D                | Ricardo Rodríguez      | Wolfsburg        | definitivo (18 milioni €)                               |
| C                | Lucas Biglia           | Lazio            | definitivo (19,2 milioni €)                             |
| C                | Franck Kessié          | Atalanta         | prestito biennale (8 milioni €) con obbligo di riscatto |
| C                | José Mauri             | Empoli           | fine prestito                                           |
| A                | Fabio Borini           | Sunderland       | prestito con obbligo di riscatto                        |
| C                | Hakan Çalhanoğlu       | Bayer Leverkusen | definitivo (22 milioni €)                               |
| A                | Nikola Kalinić         | Fiorentina       | prestito oneroso (5 milioni €) con obbligo di riscatto  |
| A                | André Silva            | Porto            | definitivo (38 milioni €)                               |
| Altre operazioni |                        |                  |                                                         |
| R.               | Nome                   | da               | Modalità                                                |
| D                | Claudio Bonanni        | Varese           | fine prestito                                           |
| D                | Ivan De Santis         | Paganese         | fine prestito                                           |
| D                | Gian Filippo Felicioli | Ascoli           | fine prestito                                           |
| D                | Ameth Lo               | Reggina          | fine prestito                                           |
| D                | Stefan Simič           | R.E. Mouscron    | fine prestito                                           |
| D                | Jherson Vergara        | Arsenal Tula     | fine prestito                                           |
| C                | Przemysław Bargiel     | Ruch Chorzów     | definitivo (0,35 milioni €)                             |
| C                | Giovanni Crociata      | Brescia          | fine prestito                                           |
| C                | Juan Mauri             | Paganese         | fine prestito                                           |
| C                | Andrej Modić           | Brescia          | fine prestito                                           |
| C                | Matteo Pessina         | Como             | fine prestito                                           |
| A                | Giacomo Beretta        | Carpi            | fine prestito                                           |
| A                | Davide Di Molfetta     | Prato            | fine prestito                                           |
| A                | Tiago Dias             | Benfica          | definitivo (0 €)                                        |
| A                | Jørgen Strand Larsen   | Sarpsborg 08     | prestito con diritto di riscatto                        |
| A                | Hachim Mastour         | PEC Zwolle       | fine prestito                                           |
| A                | M'Baye Niang           | Watford          | fine prestito                                           |
| A                | Luca Vido              | Cittadella       | fine prestito                                           |
| A                | Gianmarco Zigoni       | SPAL             | fine prestito                                           |

| Cessioni         | Cessioni               | Cessioni    | Cessioni                                                  |
| R.               | Nome                   | a           | Modalità                                                  |
| ---------------- | ---------------------- | ----------- | --------------------------------------------------------- |
| P                | Alessandro Plizzari    | Ternana     | prestito                                                  |
| D                | Mattia De Sciglio      | Juventus    | definitivo (12 milioni €)                                 |
| D                | Leonel Vangioni        | Monterrey   | definitivo (1,7 milioni €)                                |
| C                | Andrea Bertolacci      | Genoa       | prestito                                                  |
| C                | Matías Fernández       | Fiorentina  | fine prestito                                             |
| C                | Keisuke Honda          |             | fine contratto                                            |
| C                | Juraj Kucka            | Trabzonspor | definitivo (5 milioni €)                                  |
| C                | Mario Pašalić          | Chelsea     | fine prestito                                             |
| C                | Andrea Poli            | Bologna     | definitivo (0 €)                                          |
| C                | José Sosa              | Trabzonspor | prestito oneroso (1,35 milioni €) con obbligo di riscatto |
| A                | Carlos Bacca           | Villarreal  | prestito oneroso (2,5 milioni €) con diritto di riscatto  |
| A                | Gerard Deulofeu        | Everton     | fine prestito                                             |
| A                | Gianluca Lapadula      | Genoa       | prestito oneroso (2 milioni €) con obbligo di riscatto    |
| A                | Lucas Ocampos          | Genoa       | fine prestito                                             |
| Altre operazioni |                        |             |                                                           |
| R.               | Nome                   | a           | Modalità                                                  |
| P                | Diego López            | Espanyol    | riscatto cartellino (0 €)                                 |
| D                | Claudio Bonanni        | Caratese    | definitivo (0 €)                                          |
| D                | Ivan De Santis         | Ascoli      | definitivo                                                |
| D                | Rodrigo Ely            | Alavés      | riscatto cartellino (3 milioni €)                         |
| D                | Gian Filippo Felicioli | Verona      | prestito biennale con diritto di riscatto                 |
| D                | Ameth Lo               |             | fine contratto                                            |
| D                | Stefan Simič           | Crotone     | prestito con diritto di riscatto e contro-riscatto        |
| C                | Giovanni Crociata      | Crotone     | definitivo (0,45 milioni €)                               |
| C                | Andrej Modić           | Rende       | prestito con diritto di riscatto                          |
| C                | Matteo Pessina         | Atalanta    | definitivo (1 milione €)                                  |
| A                | Giacomo Beretta        | Foggia      | definitivo                                                |
| A                | Andrea Bianchimano     | Reggina     | riscatto cartellino (0 €)                                 |
| A                | Davide Di Molfetta     | Vicenza     | definitivo                                                |
| A                | M'Baye Niang           | Torino      | prestito oneroso (2 milioni €) con obbligo di riscatto    |
| A                | Luca Vido              | Atalanta    | definitivo (1 milione €)                                  |
| A                | Gianmarco Zigoni       | Venezia     | prestito con obbligo di riscatto                          |

## Risultati

### Serie A

#### Girone di andata
| Arbitro: | Mariani (Aprilia) |

|  |           |                                       |
|  | Marcatori | 6’ (rig.) Kessié 18’ Cutrone 23’ Suso |

| Arbitro: | Pairetto (Nichelino) |

|                      |           |                |
| Cutrone 10’ Suso 70’ | Marcatori | 56’ João Pedro |

| Arbitro: | Rocchi (Firenze) |

|                                                |           |               |
| Immobile 38’ (rig.), 42’, 48’ Luis Alberto 50’ | Marcatori | 56’ Montolivo |

| Arbitro: | Guida (Torre Annunziata) |

|                  |           |             |
| Kalinić 22’, 31’ | Marcatori | 28’ Lasagna |

| Arbitro: | Abisso (Palermo) |

|                                        |           |  |
| Rodríguez 26’ (rig.) Kessié 61’ (rig.) | Marcatori |  |

| Arbitro: | Valeri (Roma) |

|                             |           |  |
| D. Zapata 72’ Álvarez 90+1’ | Marcatori |  |

| Arbitro: | Banti (Livorno) |

|  |           |                        |
|  | Marcatori | 72’ Džeko 77’ Florenzi |

| Arbitro: | Tagliavento (Terni) |

|                             |           |                                |
| Icardi 28’, 63’, 90’ (rig.) | Marcatori | 56’ Suso 81’ (aut.) Handanovič |

| Milano 22 ottobre 2017, ore 15:00 CEST 9ª giornata | Milan                | 0 – 0 referto | Genoa | Stadio Giuseppe Meazza (47 219 spett.)\| Arbitro: \| Giacomelli (Trieste) \| |
| Arbitro:                                           | Giacomelli (Trieste) |               |       |                                                                              |

| Arbitro: | Di Bello (Brindisi) |

|           |           |                                                      |
| Birsa 61’ | Marcatori | 36’ Suso 42’ (aut.) Cesar 55’ Çalhanoğlu 64’ Kalinić |

| Arbitro: | Valeri (Roma) |

|  |           |                  |
|  | Marcatori | 23’, 63’ Higuaín |

| Arbitro: | Damato (Barletta) |

|  |           |                        |
|  | Marcatori | 39’ Romagnoli 67’ Suso |

| Arbitro: | Doveri (Roma) |

|                           |           |                 |
| Insigne 33’ Zieliński 73’ | Marcatori | 90+1’ Romagnoli |

| Milano 26 novembre 2017, ore 15:00 CET 14ª giornata | Milan            | 0 – 0 referto | Torino | Stadio Giuseppe Meazza (53 923 spett.)\| Arbitro: \| Irrati (Pistoia) \| |
| Arbitro:                                            | Irrati (Pistoia) |               |        |                                                                          |

| Arbitro: | Mariani (Aprilia) |

|                           |           |                             |
| Pușcaș 50’ Brignoli 90+5’ | Marcatori | 38’ Bonaventura 57’ Kalinić |

| Arbitro: | Guida (Torre Annunziata) |

|                      |           |           |
| Bonaventura 10’, 76’ | Marcatori | 23’ Verdi |

| Arbitro: | Orsato (Schio) |

|                                   |           |  |
| Caracciolo 24’ Kean 55’ Bessa 77’ | Marcatori |  |

| Arbitro: | Fabbri (Ravenna) |

|  |           |                          |
|  | Marcatori | 32’ Cristante 71’ Iličič |

| Arbitro: | Banti (Livorno) |

|             |           |                |
| Simeone 71’ | Marcatori | 74’ Çalhanoğlu |

#### Girone di ritorno
| Arbitro: | Maresca (Napoli) |

|             |           |  |
| Bonucci 54’ | Marcatori |  |

| Arbitro: | Guida (Torre Annunziata) |

|            |           |                        |
| Barella 8’ | Marcatori | 36’ (rig.), 42’ Kessié |

| Arbitro: | Irrati (Pistoia) |

|                             |           |             |
| Cutrone 15’ Bonaventura 44’ | Marcatori | 20’ Marušić |

| Arbitro: | Manganiello (Pinerolo) |

|                       |           |         |
| Donnarumma 76’ (aut.) | Marcatori | 9’ Suso |

| Arbitro: | Mariani (Aprilia) |

|  |           |                                       |
|  | Marcatori | 2’, 65’ Cutrone 73’ Biglia 90’ Borini |

| Arbitro: | Doveri (Roma) |

|                 |           |  |
| Bonaventura 13’ | Marcatori |  |

| Arbitro: | Mazzoleni (Bergamo) |

|  |           |                          |
|  | Marcatori | 48’ Cutrone 74’ Calabria |

| Milano 4 aprile 2018, ore 18:30 CEST 27ª giornata | Milan               | 0 – 0 referto | Inter | Stadio Giuseppe Meazza (77 512 spett.)\| Arbitro: \| Di Bello (Brindisi) \| |
| Arbitro:                                          | Di Bello (Brindisi) |               |       |                                                                             |

| Arbitro: | Fabbri (Ravenna) |

|  |           |                   |
|  | Marcatori | 90+4’ André Silva |

| Arbitro: | Mariani (Aprilia) |

|                                            |           |                           |
| Çalhanoğlu 10’ Cutrone 52’ André Silva 82’ | Marcatori | 33’ Stępiński 34’ Inglese |

| Arbitro: | Mazzoleni (Bergamo) |

|                                    |           |             |
| Dybala 8’ Cuadrado 79’ Khedira 87’ | Marcatori | 28’ Bonucci |

| Arbitro: | Pairetto (Nichelino) |

|             |           |              |
| Kalinić 86’ | Marcatori | 75’ Politano |

| Milano 15 aprile 2018, ore 15:00 CEST 32ª giornata | Milan           | 0 – 0 referto | Napoli | Stadio Giuseppe Meazza (65 786 spett.)\| Arbitro: \| Banti (Livorno) \| |
| Arbitro:                                           | Banti (Livorno) |               |        |                                                                         |

| Arbitro: | Maresca (Napoli) |

|                  |           |                |
| De Silvestri 70’ | Marcatori | 9’ Bonaventura |

| Arbitro: | Mariani (Aprilia) |

|  |           |              |
|  | Marcatori | 29’ Iemmello |

| Arbitro: | Giacomelli (Trieste) |

|             |           |                                  |
| De Maio 74’ | Marcatori | 34’ Çalhanoğlu 45+1’ Bonaventura |

| Arbitro: | Pasqua (Tivoli) |

|                                                 |           |         |
| Çalhanoğlu 10’ Cutrone 32’ Abate 49’ Borini 89’ | Marcatori | 85’ Lee |

| Arbitro: | Guida (Torre Annunziata) |

|                |           |            |
| Masiello 90+2’ | Marcatori | 60’ Kessié |

| Arbitro: | Fabbri (Ravenna) |

|                                                             |           |             |
| Çalhanoğlu 23’ Cutrone 41’, 59’ Kalinić 49’ Bonaventura 76’ | Marcatori | 20’ Simeone |

### Coppa Italia

#### Fase finale
| Arbitro: | Gavillucci (Latina) |

|                                    |           |  |
| Suso 23’ Romagnoli 30’ Cutrone 55’ | Marcatori |  |

| Arbitro: | Guida (Torre Annunziata) |

|              |           |  |
| Cutrone 104’ | Marcatori |  |

| Milano 31 gennaio 2018, ore 20:45 CET Semifinale – Andata | Milan                    | 0 – 0 referto | Lazio | Stadio Giuseppe Meazza (17 724 spett.)\| Arbitro: \| Guida (Torre Annunziata) \| |
| Arbitro:                                                  | Guida (Torre Annunziata) |               |       |                                                                                  |

| Arbitro: | Rocchi (Firenze) |

|                                                                                |                      |                                                                     |
| Immobile Milinković-Savić Lucas Leiva Parolo Felipe Anderson Lulić Luiz Felipe | Tiri di rigore 4 – 5 | Rodríguez Montolivo Bonaventura Borini Bonucci Çalhanoğlu Romagnoli |

| Arbitro: | Damato (Barletta) |

|                                                       |           |  |
| Benatia 56’, 64’ Douglas Costa 61’ Kalinić 76’ (aut.) | Marcatori |  |

### UEFA Europa League

#### Qualificazioni
| Arbitro: | Özkahya |

|  |           |               |
|  | Marcatori | 44’ Rodríguez |

| Arbitro: | Popov |

|                            |           |  |
| Bonaventura 9’ Cutrone 52’ | Marcatori |  |

#### Spareggi
| Arbitro: | Lechner |

|                                                                  |           |  |
| André Silva 13’, 28’ Montolivo 25’, 85’ Borini 67’ Antonelli 69’ | Marcatori |  |

| Arbitro: | Kovács |

|  |           |             |
|  | Marcatori | 13’ Cutrone |

#### Fase a gironi
| Arbitro: | Gözübüyük |

|              |           |                                                  |
| Borković 47’ | Marcatori | 7’ Çalhanoğlu 10’, 20’, 56’ André Silva 63’ Suso |

| Arbitro: | Grinfeld |

|                                             |           |                            |
| André Silva 14’ Musacchio 53’ Cutrone 90+4’ | Marcatori | 84’ Acosty 90’ (rig.) Elez |

| Milano 19 ottobre 2017, ore 21:05 CEST 3ª giornata – Gruppo D | Milan  | 0 – 0 referto | AEK Atene | Stadio Giuseppe Meazza (20 812 spett.)\| Arbitro: \| Ekberg \| |
| Arbitro:                                                      | Ekberg |               |           |                                                                |

| Atene 2 novembre 2017, ore 19:00 CET 4ª giornata – Gruppo D | AEK Atene | 0 – 0 referto | Milan | Stadio Olimpico Spyros Louīs (40 538 spett.)\| Arbitro: \| de Sousa \| |
| Arbitro:                                                    | de Sousa  |               |       |                                                                        |

| Arbitro: | Treimanis |

|                                                       |           |               |
| Rodríguez 27’ André Silva 36’, 70’ Cutrone 42’, 90+3’ | Marcatori | 21’ Monschein |

| Arbitro: | Vad |

|                          |           |  |
| Puljić 7’ Gavranović 47’ | Marcatori |  |

#### Fase ad eliminazione diretta
| Arbitro: | Mažić |

|  |           |                                               |
|  | Marcatori | 45’ Cutrone 64’ (rig.) Rodríguez 90+2’ Borini |

| Arbitro: | Undiano |

|            |           |  |
| Borini 21’ | Marcatori |  |

| Arbitro: | Turpin |

|  |           |                             |
|  | Marcatori | 15’ Mkhitaryan 45+4’ Ramsey |

| Arbitro: | Eriksson |

|                                   |           |                |
| Welbeck 39’ (rig.), 86’ Xhaka 71’ | Marcatori | 35’ Çalhanoğlu |

## Statistiche

### Statistiche di squadra
| Competizione  | Punti | In casa | In casa | In casa | In casa | In casa | In casa | In trasferta | In trasferta | In trasferta | In trasferta | In trasferta | In trasferta | Totale | Totale | Totale | Totale | Totale | Totale | DR  |
| Competizione  | Punti | G       | V       | N       | P       | Gf      | Gs      | G            | V            | N            | P            | Gf           | Gs           | G      | V      | N      | P      | Gf     | Gs     | DR  |
| ------------- | ----- | ------- | ------- | ------- | ------- | ------- | ------- | ------------ | ------------ | ------------ | ------------ | ------------ | ------------ | ------ | ------ | ------ | ------ | ------ | ------ | --- |
| Serie A       | 64    | 19      | 10      | 5       | 4       | 25      | 16      | 19           | 8            | 5            | 6            | 31           | 26           | 38     | 18     | 10     | 10     | 56     | 42     | +14 |
| Coppa Italia  | -     | 3       | 2       | 1       | 0       | 4       | 0       | 1            | 0            | 1            | 0            | 0            | 0            | 5      | 2      | 2      | 1      | 4      | 4      | 0   |
| Europa League | -     | 7       | 5       | 1       | 1       | 17      | 5       | 7            | 4            | 1            | 2            | 11           | 6            | 14     | 9      | 2      | 3      | 28     | 11     | +17 |
| Totale        | -     | 29      | 17      | 7       | 5       | 46      | 21      | 27           | 12           | 7            | 8            | 42           | 32           | 57     | 29     | 14     | 14     | 88     | 57     | +31 |

### Andamento in campionato
| Giornata  | 1 | 2 | 3 | 4 | 5 | 6 | 7 | 8  | 9  | 10 | 11 | 12 | 13 | 14 | 15 | 16 | 17 | 18 | 19 | 20 | 21 | 22 | 23 | 24 | 25 | 26 | 27 | 28 | 29 | 30 | 31 | 32 | 33 | 34 | 35 | 36 | 37 | 38 |
| --------- | - | - | - | - | - | - | - | -- | -- | -- | -- | -- | -- | -- | -- | -- | -- | -- | -- | -- | -- | -- | -- | -- | -- | -- | -- | -- | -- | -- | -- | -- | -- | -- | -- | -- | -- | -- |
| Luogo     | T | C | T | C | C | T | C | T  | C  | T  | C  | T  | T  | C  | T  | C  | T  | C  | T  | C  | T  | C  | T  | T  | C  | T  | C  | T  | C  | T  | C  | C  | T  | C  | T  | C  | T  | C  |
| Risultato | V | V | P | V | V | P | P | P  | N  | V  | P  | V  | P  | N  | N  | V  | P  | P  | N  | V  | V  | V  | N  | V  | V  | V  | N  | V  | V  | P  | N  | N  | N  | P  | V  | V  | N  | V  |
| Posizione | 1 | 4 | 7 | 5 | 4 | 6 | 6 | 10 | 11 | 7  | 8  | 7  | 7  | 7  | 8  | 7  | 8  | 11 | 10 | 10 | 7  | 7  | 8  | 7  | 7  | 7  | 6  | 6  | 6  | 6  | 6  | 6  | 6  | 7  | 7  | 6  | 6  | 6  |

Fonte:  Serie A 2017/2018, su calcio.com.
Legenda:

Luogo: C = Casa; T = Trasferta. Risultato: V = Vittoria; N = Pareggio; P = Sconfitta.

### Statistiche dei giocatori
Sono in corsivo i calciatori che hanno lasciato la società a stagione in corso.
| Giocatore      | Serie A  | Serie A | Serie A     | Serie A    | Coppa Italia | Coppa Italia | Coppa Italia | Coppa Italia | Europa League | Europa League | Europa League | Europa League | Totale   | Totale | Totale      | Totale     |
| Giocatore      | Presenze | Reti    | Ammonizioni | Espulsioni | Presenze     | Reti         | Ammonizioni  | Espulsioni   | Presenze      | Reti          | Ammonizioni   | Espulsioni    | Presenze | Reti   | Ammonizioni | Espulsioni |
| -------------- | -------- | ------- | ----------- | ---------- | ------------ | ------------ | ------------ | ------------ | ------------- | ------------- | ------------- | ------------- | -------- | ------ | ----------- | ---------- |
| I. Abate       | 17       | 1       | 3           | 0          | 2            | 0            | 0            | 0            | 8             | 0             | 1             | 0             | 27       | 1      | 4           | 0          |
| L. Antonelli   | 6        | 0       | 1           | 0          | 1            | 0            | 0            | 0            | 6             | 1             | 1             | 0             | 13       | 1      | 2           | 0          |
| C. Bacca       | -        | -       | -           | -          | -            | -            | -            | -            | 0             | 0             | 0             | 0             | 0        | 0      | 0           | 0          |
| L. Biglia      | 28       | 1       | 5           | 0          | 4            | 0            | 1            | 0            | 5             | 0             | 0             | 0             | 37       | 1      | 6           | 0          |
| G. Bonaventura | 33       | 8       | 3           | 0          | 5            | 0            | 0            | 0            | 9             | 1             | 1             | 0             | 47       | 9      | 4           | 0          |
| L. Bonucci     | 35       | 2       | 5           | 1          | 5            | 0            | 0            | 0            | 11            | 0             | 1             | 0             | 51       | 2      | 6           | 1          |
| F. Borini      | 29       | 2       | 4           | 0          | 4            | 0            | 1            | 0            | 11            | 3             | 1             | 0             | 44       | 5      | 6           | 0          |
| D. Calabria    | 21       | 1       | 0           | 1          | 4            | 0            | 2            | 0            | 5             | 0             | 0             | 0             | 30       | 1      | 2           | 1          |
| H. Çalhanoğlu  | 31       | 6       | 5           | 1          | 4            | 0            | 0            | 0            | 10            | 2             | 0             | 0             | 45       | 8      | 5           | 1          |
| A. Conti       | 2        | 0       | 0           | 0          | 0            | 0            | 0            | 0            | 3             | 0             | 0             | 0             | 5        | 0      | 0           | 0          |
| G. Crociata    | -        | -       | -           | -          | -            | -            | -            | -            | 0             | 0             | 0             | 0             | 0        | 0      | 0           | 0          |
| P. Cutrone     | 28       | 10      | 3           | 0          | 5            | 2            | 1            | 0            | 13            | 6             | 0             | 0             | 46       | 18     | 4           | 0          |
| A. Donnarumma  | 0        | -0      | 0           | 0          | 1            | -0           | 0            | 0            | 1             | -0            | 0             | 0             | 2        | -0     | 0           | 0          |
| G. Donnarumma  | 38       | -42     | 2           | 0          | 4            | -4           | 0            | 0            | 11            | -9            | 1             | 0             | 53       | -55    | 3           | 0          |
| R. Forte       | 0        | 0       | 0           | 0          | 0            | 0            | 0            | 0            | 1             | 0             | 0             | 0             | 1        | 0      | 0           | 0          |
| M. Gabbia      | 0        | 0       | 0           | 0          | 0            | 0            | 0            | 0            | 1             | 0             | 0             | 0             | 1        | 0      | 0           | 0          |
| Gabriel        | 0        | -0      | 0           | 0          | 0            | -0           | 0            | 0            | -             | -             | -             | -             | 0        | -0     | 0           | 0          |
| G. Gómez       | 0        | 0       | 0           | 0          | 0            | 0            | 0            | 0            | 1             | 0             | 0             | 0             | 1        | 0      | 0           | 0          |
| N. Kalinić     | 31       | 6       | 3           | 0          | 4            | 0            | 0            | 0            | 6             | 0             | 0             | 0             | 41       | 6      | 3           | 0          |
| F. Kessié      | 37       | 5       | 9           | 0          | 5            | 0            | 1            | 0            | 12            | 0             | 2             | 0             | 54       | 5      | 12          | 0          |
| M. Locatelli   | 21       | 0       | 4           | 0          | 3            | 0            | 1            | 0            | 9             | 0             | 3             | 0             | 33       | 0      | 8           | 0          |
| J. Mauri       | 1        | 0       | 0           | 0          | 0            | 0            | 0            | 0            | 3             | 0             | 0             | 0             | 4        | 0      | 0           | 0          |
| R. Montolivo   | 18       | 1       | 3           | 1          | 3            | 0            | 0            | 0            | 5             | 2             | 0             | 0             | 26       | 3      | 3           | 1          |
| M. Musacchio   | 15       | 0       | 3           | 0          | 0            | 0            | 0            | 0            | 7             | 1             | 2             | 0             | 22       | 1      | 5           | 0          |
| M. Niang       | 0        | 0       | 0           | 0          | -            | -            | -            | -            | 2             | 0             | 0             | 0             | 2        | 0      | 0           | 0          |
| G. Paletta     | 0        | 0       | 0           | 0          | 0            | 0            | 0            | 0            | 1             | 0             | 0             | 0             | 1        | 0      | 0           | 0          |
| R. Rodríguez   | 34       | 1       | 3           | 1          | 4            | 0            | 0            | 0            | 9             | 3             | 1             | 0             | 47       | 4      | 4           | 1          |
| A. Romagnoli   | 28       | 2       | 7           | 1          | 5            | 1            | 1            | 0            | 9             | 0             | 2             | 0             | 42       | 3      | 10          | 1          |
| A. Silva       | 24       | 2       | 0           | 0          | 2            | 0            | 0            | 0            | 14            | 8             | 1             | 0             | 40       | 10     | 1           | 0          |
| J. Sosa        | 0        | 0       | 0           | 0          | -            | -            | -            | -            | 0             | 0             | 0             | 0             | 0        | 0      | 0           | 0          |
| M. Storari     | 0        | -0      | 0           | 0          | 0            | -0           | 0            | 0            | 2             | -2            | 0             | 0             | 2        | -2     | 0           | 0          |
| Suso           | 35       | 6       | 2           | 1          | 5            | 1            | 0            | 0            | 10            | 1             | 1             | 0             | 50       | 8      | 3           | 1          |
| E. Torrasi     | 1        | 0       | 0           | 0          | 0            | 0            | 0            | 0            | 0             | 0             | 0             | 0             | 1        | 0      | 0           | 0          |
| N. Zanellato   | 0        | 0       | 0           | 0          | 0            | 0            | 0            | 0            | 2             | 0             | 0             | 0             | 2        | 0      | 0           | 0          |
| C. Zapata      | 12       | 0       | 2           | 0          | 0            | 0            | 0            | 0            | 8             | 0             | 2             | 0             | 20       | 0      | 4           | 0          |

## Giovanili

### Organigramma
Dal sito internet ufficiale della società.
- Direttore settore giovanile: Filippo Galli

Primavera
- Allenatore: Gennaro Gattuso; dal 27/11/2017 Alessandro Lupi
- Allenatori in seconda: Massimo Innocenti, Luigi Riccio, Francesco Sarlo; dal 27/11/2017 Lodovico Costacurta
- Preparatore dei portieri: Marco Ambrosio
- Area atletica: Bruno Dominici, Dino Tenderini; dal 27/11/2017 Maurizio Buriani e Pietro Lietti
- Medico: Marco Freschi
- Area video: Marco Sangermani[142] (fino al 27/11/2017)
- Coordinatore tecnico: Edgarzo Zanoli[142]
- Responsabile area atletica: Domenico Gualtieri[142]

Allievi Nazionali Under 17
- Allenatore: Alessandro Lupi; dal 27/11/2017 Simone Baldo
- Vice allenatore: Nicola Matteucci
- Preparatore dei portieri: Luigi Ragno
- Area atletica: Pietro Lietti
- Area video: Marco Gabrielli[142]

Allievi Nazionali Under 16
- Allenatore: Riccardo Monguzzi
- Vice allenatore: Lodovico Costacurta (fino al 27/11/2017)
- Preparatore dei portieri: Davide Pinato
- Area atletica: Maurizio Buriani (fino al 27/11/2017)
- Area video: Bruno Loureiro[142]

Giovanissimi Nazionali Under 15
- Allenatore: Giuseppe Misso
- Vice allenatore: Emanuele Pischetola
- Preparatore dei portieri: Marco Cristi
- Area atletica: Giuseppe Tesoro
- Area video: Davide Farina[142]

Giovanissimi Regionali A
- Allenatore: Stefano Nava
- Vice allenatore: Riccardo Galbiati
- Preparatore dei portieri: Marco Cristi
- Area atletica: Alessandro Micheli
- Area video: Rodolfo Sircana[142]

Giovanissimi Regionali B
- Allenatore: Simone Baldo; dal 27/11/2017 Marco Merlo (promosso da Vice allenatore)
- Preparatore dei portieri: Beniamino Abate
- Area atletica: Mattia Pirrello
- Area video: Rodolfo Sircana[142]

Esordienti A
- Allenatore: Roberto Bertuzzo
- Vice allenatore: Francesco Quaranta
- Preparatore dei portieri: Beniamino Abate
- Area atletica: Erminio Licini

Esordienti B
- Allenatore: Lorenzo Cresta
- Vice allenatore: Marco Gabrielli
- Preparatore dei portieri: Luigi Ragno
- Area atletica: Simone Muratore

Pulcini A
- Allenatore: Marco Pompili
- Vice allenatore: Bruno Loureiro
- Preparatore dei portieri: Luigi Ragno
- Area atletica: Emanuele Villa

Pulcini B
- Allenatore: Roberto Trapani
- Vice allenatore: Davide Farina
- Preparatore dei portieri: Beniamino Abate
- Area atletica: Giorgio Spadola

Piccoli Amici
- Allenatore: Silvia Piccini
- Vice allenatore: Rodolfo Sircana
- Preparatore dei portieri: Beniamino Abate
- Area atletica: Giorgio Spadola